# Deutsche Ringermeisterschaften 1893
Die 1. Deutschen Ringermeisterschaften wurden 1893 in Köln im griechisch-römischen Stil ausgetragen. Es gab nur ein Wettbewerb, da es keine Gewichtsklassen gab.
Der deutsche Meister, der Einheimische Hubert Schwerger, wurde im Rahmen eines Verbandsturnfestes der „Deutsche Amateur-Schwerathletik-Verband von 1891“ gefunden.

## Ergebnisse
| Platz | Sportler         | Stadt/Verein |
| ----- | ---------------- | ------------ |
| 1     | Hubert Schwerger | Köln         |
| 2     | Georg Stolz      | Mainz        |
| 3     | Karl Esser       | Krefeld      |